# Binetto
Binetto – miejscowość i gmina we Włoszech, w regionie Apulia, w prowincji Bari.
Według danych na styczeń 2009 gminę zamieszkiwało 2096 osób przy gęstości zaludnienia 119,1 os./km².